# Cladogènesi

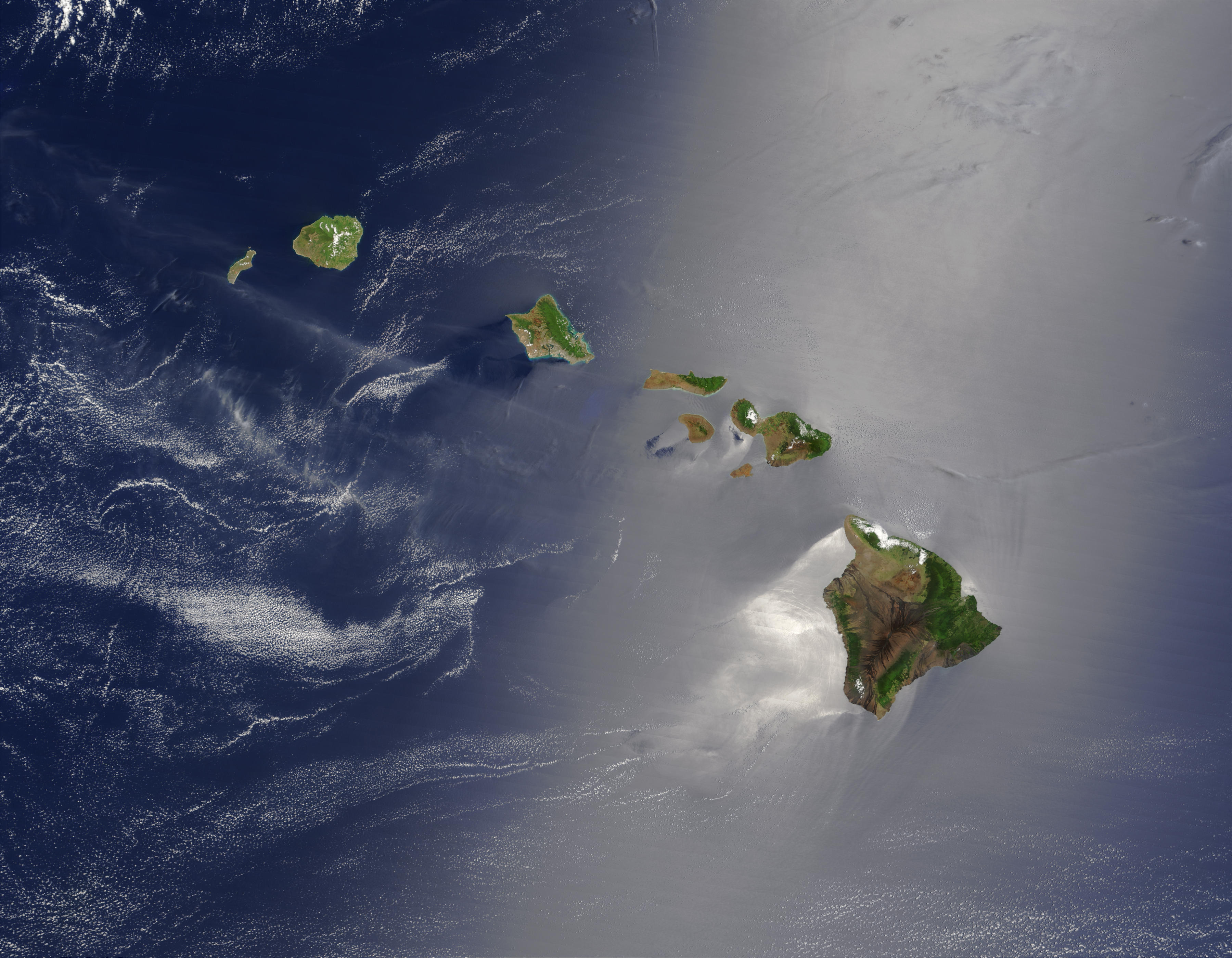
Un exemple de cladogènesi avui en dia és l'arxipèlag hawaià, on els organismes van viatjar a través de l'oceà amb l'ajut de corrents marines i dels vents. La major part de les espècies de les illes no es troben en cap altre lloc a la Terra a causa de la divergència evolutiva

La cladogènesi és un esdeveniment de divisió evolutiva on una espècie mare es divideix en dues espècies diferents, on es forma un clade.

## Causes de la cladogènesi
Aquest esdeveniment passa generalment quan uns pocs organismes acaben en noves àrees, sovint distants o quan els canvis ambientals causen diverses extincions, l'obertura de nínxols ecològics per als supervivents. Els esdeveniments que causen aquestes espècies per separar originalment dels uns als altres en àrees distants encara pot permetre tant de l'espècie a tenir les mateixes possibilitats de sobreviure, reproduir-se, i fins i tot evolucionar per adaptar-se millor al seu entorn sense deixar de ser dues espècies diferents.

## Cladogènesi versus anagènesi
La cladogènesi està en contrast amb l'anagènesi, en què una espècie ancestral gradualment s'acumula el canvi a poc a poc, i, finalment, quan s'acumula suficientment, l'espècie és prou diferent i força diferent de la seva forma original de partida que pot ser etiquetat com una nova forma - una nova espècie, en la que el llinatge en un arbre filogenètic no se separa.

## Mètodologies per distingir els esdevinents d'especiació
Hi ha molts mètodes i formes d'evidència que es poden utilitzar quan es tracta de determinar si un esdeveniment d'especiació estan regits sota diferents cladogènesis. A continuació es presenten alguns mètodes diferents utilitzats pels científics, amb una breu explicació o exemple per a cadascun:
- Simulacres: Això implica el procés d'agafar la informació ja coneguda (com informació mitocondrial) sobre una espècie i s'executa la informació a través d'un equip per veure si un esdeveniment cladogenètic és l'explicació més probable per a una existència d'una espècie. Aquesta forma d'estudiar espècies és la més pràctica. Moltes vegades, estudis de casos i construcció d'experiments pot costar molts diners i necessita temps, pel que és més fàcil de connectar la informació en un ordinador i permetre que l'equip funcioni diferents escenaris per provar la seva exactitud.

- Evidència morfològica/paleontològica: L'ús de l'evidència fòssil pot determinar si dues espècies estaven vives al mateix temps. Tanmateix, hi ha alguns inconvenients a la utilització simplement de l'evidència fòssil, ja que l'evidència fòssil només es pot diferenciar espècies en un nivell d'encaix.

- Evidència molecular: Les dades moleculars es poden utilitzar per veure com el genoma o ADN d'espècies específiques ha divergit. Això, juntament amb l'evidència fòssil, pot ser una bona base per veure si dues espècies diferents provenia d'una espècie ancestral similar i si ambdues estaven vives en el mateix temps.

- Models: Això comporta agafar espècies que ja estan vives i estan en marxa experiments (per exemple, simulant possibles entorns) per veure si l'especiació es produeix amb la finalitat d'explicar la presència de diferents espècies o si hi ha una explicació alternativa per a l'espècie. Això de vegades és la forma més precisa de mesurar l'especiació, ja que dona resultats de la vida real, en contraposició a les dades generades per ordinador.

Aquests són només uns quants exemples de maneres de distingir un esdeveniment d'especiació ja sigui com a cladogènesi o anagènesi. Els científics estan constantment ideant noves formes d'estudiar les espècies i determinar com es relacionen entre si i el que va poder haver causat la seva divisió.